# Mistrovství Asie a Oceánie v ledním hokeji do 18 let 1987
Mistrovství Asie a Oceánie v ledním hokeji do 18 let 1987 byl čtvrtý asijský U18 turnaj v ledním hokeji. Konal se od 15. do 22. února 1987 v Ťi-linu v Číně. Turnaje se zúčastnilo pět družstev, která hrála jednokolově každé s každým. Vítězství si připsali junioři Severní Koreje před juniory domácí Číny a juniory Japonska, přičemž všechny tři týmy měly po třech vítězstvích a o pořadí rozhodlo skóre ze vzájemných zápasů.

## Výsledky
|    |               | Severní Korea | Čína | Japonsko | Austrálie | Jižní Korea | V | R | P | VG | OG | B |
| 1. | Severní Korea | ***           | 1:3  | 5:1      | 14:4      | 11:1        | 3 | 0 | 1 | 31 | 9  | 6 |
| 2. | Čína          | 3:1           | ***  | 2:3      | 7:2       | 5:3         | 3 | 0 | 1 | 17 | 9  | 6 |
| 3. | Japonsko      | 1:5           | 3:2  | ***      | 9:0       | 9:1         | 3 | 0 | 1 | 22 | 8  | 6 |
| 4. | Austrálie     | 4:14          | 2:7  | 0:9      | ***       | 7:5         | 1 | 0 | 3 | 14 | 35 | 2 |
| 5. | Jižní Korea   | 1:11          | 3:5  | 1:9      | 5:7       | ***         | 0 | 0 | 4 | 9  | 32 | 0 |